# Enrique Freeman
Enrique Gabriel Freeman (Cleveland, 29 luglio 2000) è un cestista statunitense, professionista nella NBA con gli Indiana Pacers.

## Carriera
Dopo aver trascorso la carriera collegiale giocando per cinque anni per gli Akron Zips, viene scelto con la 50ª scelta assoluta al draft NBA 2024 dagli Indiana Pacers.

## Statistiche

### College
| Anno      | Squadra    | PG  | PT  | MP   | TC%  | 3P%  | TL%  | RP   | AP  | PRP | SP  | PP   |
| --------- | ---------- | --- | --- | ---- | ---- | ---- | ---- | ---- | --- | --- | --- | ---- |
| 2019-2020 | Akron Zips | 7   | 0   | 1,9  | 100  | -    | 75,0 | 0,6  | 0,0 | 0,0 | 0,1 | 0,7  |
| 2020-2021 | Akron Zips | 23  | 20  | 22,3 | 74,0 | -    | 65,9 | 9,2  | 0,3 | 0,5 | 1,9 | 7,9  |
| 2021-2022 | Akron Zips | 34  | 34  | 28,8 | 66,5 | 0,0  | 64,9 | 10,8 | 1,4 | 0,5 | 1,1 | 13,2 |
| 2022-2023 | Akron Zips | 33  | 33  | 31,2 | 61,6 | 33,3 | 61,6 | 11,2 | 1,9 | 0,6 | 1,2 | 16,8 |
| 2023-2024 | Akron Zips | 35  | 35  | 32,5 | 58,4 | 37,0 | 72,8 | 12,9 | 1,6 | 0,8 | 1,7 | 18,6 |
| Carriera  | Carriera   | 132 | 122 | 27,8 | 62,8 | 35,0 | 67,0 | 10,6 | 1,3 | 0,6 | 1,4 | 14,0 |

### NBA

#### Regular Season
| Anno      | Squadra        | PG | PT | MP  | TC%  | 3P%  | TL%  | RP  | AP  | PRP | SP  | PP  |
| --------- | -------------- | -- | -- | --- | ---- | ---- | ---- | --- | --- | --- | --- | --- |
| 2024-2025 | Indiana Pacers | 22 | 1  | 8,2 | 43,2 | 10,0 | 68,4 | 1,4 | 0,4 | 0,1 | 0,1 | 2,1 |
| Carriera  | Carriera       | 22 | 1  | 8,2 | 43,2 | 10,0 | 68,4 | 1,4 | 0,4 | 0,1 | 0,1 | 2,1 |

### G League
| Anno      | Squadra          | PG | PT | MP   | TC%  | 3P%  | TL%  | RP  | AP  | PRP | SP  | PP   |
| --------- | ---------------- | -- | -- | ---- | ---- | ---- | ---- | --- | --- | --- | --- | ---- |
| 2024-2025 | Indiana Mad Ants | 16 | 16 | 33,6 | 53,9 | 34,0 | 52,8 | 9,8 | 2,9 | 0,8 | 1,4 | 16,9 |
| Carriera  | Carriera         | 16 | 16 | 33,6 | 53,9 | 34,0 | 52,8 | 9,8 | 2,9 | 0,8 | 1,4 | 16,9 |